# All the World's a Stage (film 1910)
All the World's a Stage è un cortometraggio muto del 1910 diretto da Harry Solter. Di genere romantico, il film - prodotto dalla Independent Moving Pictures e distribuito dalla Motion Picture Distributors and Sales Company, aveva come interpreti Florence Lawrence, King Baggot e Owen Moore.

## Trama
Un marito geloso fraintende il comportamento della moglie attrice con il suo miglior amico.

## Produzione
Il film fu prodotto dall'Independent Moving Pictures Co. of America (IMP).

## Distribuzione
Il film - un cortometraggio in una bobina - uscì nelle sale il 3 ottobre 1910, distribuito dalla Motion Picture Distributors and Sales Company.